# فيرجينيا دالي
فيرجينيا دالي (بالإنجليزية: Virginia Dale)‏ هي متسابقة ملكة الجمال وممثلة أمريكية، ولدت في 1 يوليو 1917 في الولايات المتحدة، وتوفيت بنفس المكان في 3 أكتوبر 1994.

## وصلات خارجية
- فيرجينيا دالي على موقع IMDb (الإنجليزية)
- فيرجينيا دالي على موقع قاعدة بيانات برودواي على الإنترنت (الإنجليزية)
- فيرجينيا دالي على موقع قاعدة بيانات الفيلم (الإنجليزية)